# Irozuki Tingle no Koi no Balloon Trip
Irozuki Tingle no Koi no Balloon Trip (いろづきチンクルの恋のバルーントリップ ?, Irozuki Chinkuru no Koi no Barūn Torippu) è un videogioco del 2009 sviluppato da Vanpool e distribuito dalla Nintendo per la piattaforma Nintendo DS esclusivamente in Giappone. Molti elementi della trama richiamano esplicitamente Il meraviglioso mago di Oz.

## Trama
Il protagonista è un uomo di 35 anni senza lavoro, senza soldi e senza fidanzata che passa le sue giornate guardando la televisione. Un giorno, attirato dalla pubblicità di un manuale “miracoloso” in grado di renderlo irresistibile agli occhi delle donne, ne ordina una copia, ma un attimo dopo averla aperta viene risucchiato al suo interno e trasportato in una dimensione alternativa nella quale indossa una tutina verde da folletto e viene chiamato Tingle. In questa dimensione alternativa, Tingle vive con i genitori, i quali vorrebbero sbarazzarsi di lui trovandogli una fidanzata, e scopre che l'unico modo per tornare nel suo mondo è quello di recarsi alla Città di Smeraldo, dove si terrà un ballo reale, e ballare con la principessa Emera.
Durante l'avventura, Tingle sarà accompagnato da tre amici (lo spaventapasseri Kakashi, la robot Buriki e il leone Lion) e dovrà interagire con molti personaggi, scegliendo i dialoghi giusti e i doni più appropriati acquistabili da Loveya, un uomo vestito come Cupido, per aumentare l'affinità con i personaggi femminili in modo da ottenere la loro simpatia e proseguire nella storia. Per il gruppo questa rappresenterà anche un'opportunità per comprendere il valore dell'amicizia, scoprendo di possedere già in sé le qualità che credevano di non avere.
Il gioco è composto da 14 pagine (capitoli) e 34 missioni secondarie (alcune delle quali approfondiscono certi aspetti della storia).

## Personaggi principali

### Protagonisti
- Tingle è il protagonista, un uomo di 35 anni alla ricerca di una donna con cui sistemarsi. È basato sul personaggio di Dorothy Gale.
- Kakashi è uno spaventapasseri di 4 anni. È sufficientemente piccolo da entrare in spazi stretti, può usare una pagliuzza per recuperare oggetti, inoltre possiede una medaglia che funziona anche come salvacondotto. È basato sul personaggio dello spaventapasseri.
- Buriki è una donna robotica di notevole intelligenza ma priva di emotività. È basata sul personaggio dell'uomo di latta.
- Lion è un leone fortissimo ma privo di coraggio, in grado di comprendere e tradurre il linguaggio degli altri animali. È basato sul personaggio del leone codardo.

### Interessi amorosi
- Sensei è una timida guaritrice figlia del contadino Peter. Il suo vero nome è Florence.
- Azusa è una feramatrice che appare presso una stazione ferroviaria abbandonata.
- Iona è un'attraente venditrice di semi che lavora nel negozio di famiglia al Villaggio Vegetale.
- Lia è la figlia del capovillaggio di Usotami, e come i suoi simili (ad eccezione di suo nonno) comunica solo dichiarando l'opposto di ciò che intende dire e/o fare.
- Emera è la bellissima e incantevole principessa della Città di Smeraldo.

### Antagonisti
- Gasoringo è il primo boss, un'enorme pianta tossica che infesta l'altopiano del Villaggio Vegetale.
- Big Liar è il secondo boss, una divinità che si trova nella caverna degli Usotami.
- Segāre è il terzo boss e il principe del regno di Tonalin, confinante con la Città di Smeraldo. Cerca in ogni modo d'impedire a Tingle e ai suoi amici di raggiungere la Città.
- Majiyo è il quarto e ultimo boss, ed è la madre di Segāre. Colleziona un'energia vitale prodotta dai sentimenti deliranti degli uomini innamorati, fonte della sua giovinezza e dei suoi poteri magici. È lei che pubblicizza il manuale “miracoloso” che Tingle acquista all'inizio dell'avventura. Vede Tingle come il tramite perfetto per produrre questa sostanza, essendo lui un disoccupato e scarsamente avvenente scapolo di 35 anni.

## Modalità di gioco
Come il capitolo precedente, questo gioco fa uso dello stilo. Si tratta interamente di un'avventura “punta e clicca”: infatti, il pad direzionale non viene mai utilizzato tranne che nel minigioco del dungeon, in cui può essere acquistato per 1 000 rupie. Inoltre, a un certo punto del gioco va sfruttato il microfono.

## Sviluppo
Il videogioco è stato prodotto da Vanpool, come il precedente Freshly-Picked Tingle's Rosy Rupeeland. Una prima pubblicità è apparsa sulla rivista Famitsū nel giugno 2009, in cui una miniatura di Tingle era accompagnata dalla scritta Yōsei? (ようせい, lett. “Fata?”). Il 12 giugno la Nintendo aprì un sito provvisorio che annunciava l'uscita imminente di un videogioco con Tingle come protagonista. Il 21 giugno venne segnalata ufficialmente l'uscita di due titoli dedicati a Tingle: Dekisugi Tingle Pack (una raccolta di applicazioni) per DSiWare, e Irozuki Tingle no Koi no Balloo Trip per Nintendo DS.
Il 1º gennaio 2018, dopo cinque anni di sviluppo, è stata rilasciata una patch in lingua inglese tradotta dai fan intitolata Ripened Tingle's Balloon Trip of Love.

## Accoglienza
Irozuki Tingle no Koi no Balloon Trip si è piazzato al nono posto dei videogiochi più venduti in Giappone nella sua prima settimana d'uscita, vendendo 33 498 copie. La settimana seguente ha mantenuto la stessa posizione, vendendo ulteriori 17 956 copie. Alla fine di agosto, il videogioco ha venduto in totale 70 544 copie, piazzandosi al decimo posto.